# La Balle perdue
Pour les articles homonymes, voir Balle perdue.
La Balle perdue est le dix-huitième album de la série de bande dessinée Buddy Longway, paru en 2003.
Jérémie, le fils de Buddy, y trouve la mort lors d'une escarmouche.

## Personnages
- Buddy Longway : trappeur d'une quarantaine d'années.
- Jérémie : son fils.
- Chinook : indienne sioux, sa compagne.
- Kathleen : leur fille, une dizaine d'années.
- Nuage Gris : sioux, ami de Jérémie.
- Gregor Komonczy : immigré polonais, ami de Buddy. Il s'occupe de la réserve sur laquelle s'installe la famille de Chinook.
- Regarde au-dessus des nuages : indien solitaire. Sa femme et son fils ont été tués lors d'une attaque. Resté seul, il a longtemps erré. Puis, il a découvert un troupeau de mustangs. Ils lui ont redonné le goût de vivre. Il parvient à communiquer avec eux. C'est un sage.
- Lewis : soldat américain ; par amour, il devient le complice de Lindsay Ryan.

## Synopsis
Les Longway poursuivent leur remontée vers le nord avec le troupeau de mustangs. Ils retrouvent enfin Jérémie qui leur raconte ses dernières (més)aventures. A Bear Town, une bande  a voulu s'emparer du Nugget's, l'hôtel de Curly. Kitty, la noire et Jérémie, le métis ont été injustement accusés d'un vol de chevaux. Ils allaient être pendus quand des indiens sont venus à leur secours. De loin, ils avaient pris Jérémie pour l'un des leurs, à sa façon de monter à cheval. Cette fois, Jérémie se joint à eux pour libérer leurs terres sacrées. Il porte une coiffe de bison, tue des blancs civils ou militaires. Jérémie est furieux lorsqu'il apprend que les mustangs doivent être livrés au fort. Chinook et Buddy, eux, sont consternés.
Le lendemain, Jérémie s'empare du troupeau. Buddy tente de le raisonner, s'il agit ainsi, ce n'est pas pour aider les indiens mais, par haine des blancs. Entre le père et le fils le ton monte quand des tuniques bleues surviennent. Jérémie et ses amis indiens ouvrent le feu. Il tombe, tué sur le coup. Les soldats arrêtent Buddy, accusé par Lewis du meurtre de Lindsay Ryan. Il est emmené au fort pour y être jugé. Il pense à Jérémie, regrette ses dernières paroles. En prison, il reçoit la visite de Gregor, bien décidé à aller chercher les preuves du décès accidentel de Lindsay. Chinook et Kathleen, elles, trouvent refuge auprès de Regarde au-dessus des nuages. Il leur installe une hutte à sudation et les aide à faire le deuil de Jérémie. Elles lui laisseront le troupeau.
Gregor parvient à innocenter Buddy qui est libéré. Lewis, son principal accusateur, déserte. Buddy et lui vont se retrouver sur la tombe de Jérémie. Le duel tourne à l'avantage de Buddy qui tue Lewis. Buddy repart avec le corps de son fils. Il rejoint Chinook et Kathleen. Nuage Gris et les amis indiens de Jérémie lui préparent une sépulture traditionnelle devant laquelle la famille peut se recueillir avant de prendre le chemin de la réserve de Daim Rapide. Des loups auraient été vus à proximité de la sépulture.